# Yangling
Der Stadtbezirk Yangling (杨陵区; Pinyin: Yánglíng Qū) ist ein Stadtbezirk der bezirksfreien Stadt Xianyang der Provinz Shaanxi in der Volksrepublik China. Er hat eine Fläche von 132,7 Quadratkilometern und zählt 253.871 Einwohner (Stand: Zensus 2020). 2011 betrug die Einwohnerzahl 202.000. Er liegt ca. 80 km westlich von der Provinzhauptstadt Xi’an entfernt.

## Geschichte
Yangling gilt als die Wiege der chinesischen Landwirtschaft. Hier soll vor 4.000 Jahren der erste Agrarbeamte, der legendäre Feldbaugott Houji aus der Chinesischen Mythologie, geboren worden sein, der den Bauern des Gebietes die Methoden der Landwirtschaft vermittelte.
Yangling erhielt seinen Namen als Grabstätte der Familie des Kaisers Yang Jian (楊堅), der die Sui-Dynastie begründete. Das sogenannte Tailing-Mausoleum steht seit 1996 auf der Liste der Denkmäler der Volksrepublik China. Nicht zu verwechseln ist Yangling mit dem Grab Han Yang Ling (汉阳陵) des Han-Kaisers Jingdi, das sich ebenso im Verwaltungsgebiet von Xianyang befindet.
Seit 1979 wurde Yangling unterschiedlichen Verwaltungsgebieten zugeordnet, bis es schließlich 1983 zu einem Stadtbezirk von Xianyang wurde. Im Jahre 1997 wurde begonnen, in Yangling die Landwirtschaftliche High-Tech-Industrie-Demonstrationszone mit dem Ziel der Förderung von Agrarwissenschaften und -technologien zu errichten. Ungeachtet der territorialen Zugehörigkeit zur Stadt Xianyang wurde damit Yangling direkt der Provinzregierung unterstellt.

## Wirtschaft
Die wirtschaftlichen Schwerpunktsetzungen liegen in der Landwirtschaft, Pflanzen- und Tierzucht, Forstwirtschaft, Agrartechnik, Lebensmittelverarbeitung sowie Biomedizin und Pharmazie. Im Zusammenhang mit der Landwirtschaftlichen High-Tech-Industrie-Demonstrationszone werden weitere Industrieparks errichtet. Die größte, jährlich stattfindende Agrar-Messe Chinas hat sich in Yangling etabliert. Sie fand im November 2009 zum 16. Mal statt.

## Verkehr
Die Longhai-Bahn verbindet Yangling mit Lanzhou und Lianyungang.

## Bildung
In Yangling befindet sich der Hauptcampus der Nord-West-Hochschule für Land- und Forstwirtschaft Wugong/Yangling (NWAFU), die 1934 durch Yang Hucheng (楊虎城), General der Nord-West-Armee, in der Zeit der Herrschaft der Kuomintang gegründet wurde.

## Administrative Gliederung
Auf Gemeindeebene setzt sich der Stadtbezirk aus einem Straßenviertel, einer Großgemeinde und drei Gemeinden zusammen. 